# Calciumchloride
Calciumchloride (CaCl2) is het calciumzout van zoutzuur. Het lost erg goed op in water en is hygroscopisch. Bij kamertemperatuur is het een vaste stof. 

## Synthese
Calciumchloride is erg goedkoop, want het is in feite een afvalproduct van bepaalde industriële processen, vooral van het Solvayproces voor de vervaardiging van natriumcarbonaat (soda).

## Toepassingen
Wereldwijd worden miljoenen tonnen calciumchloride geproduceerd. Het wordt gebruikt
- als vochtvreter: het droogt lucht, maar ook andere gassen. Het reageert met water(damp) uit de te drogen omgeving, tot een soort pekel.
- in voeding (E 509) als verstevigingsmiddel bij groente en fruit, als calciumbron in voedingssupplementen, of als zuurteregelaar en metaalbinder;[3] het wordt veel gebruikt bij peulvruchten in glas of blik en ook als vervanger van keukenzout.
- in smeltzouten.
- als strooizout, al dan niet als vloeibare variant om sneeuw en ijs op de weg te verwijderen. Het is minder schadelijk voor de bodem en planten dan het normaal gebruikte natriumchloride. Calciumchloride kan toegepast worden bij lagere temperaturen dan natriumchloride.
- als bindingsversneller: calciumchloride is een verhardingsversneller die bij toevoeging aan beton het verharden versnelt. De chloride-ionen kunnen echter betonrot veroorzaken, doordat zij de ijzeren wapening aantasten. Gebruik van deze stof in betonmengsels is dan ook verboden.
- bij de productie van metallisch calcium door elektrolyse:

{\displaystyle {\ce {CaCl2 -> Ca + Cl2}}}

## Toxicologie en veiligheid
Calciumchloride is niet buitengewoon gevaarlijk, maar bij zijn watervrije vorm is voorzichtigheid toch aangeraden. Die mag niet worden ingenomen, want bij aanraking met water komt veel warmte vrij, hetgeen tot ernstige inwendige verbrandingen kan leiden. Ook is het aan te bevelen om handschoenen te dragen bij het handmatig uitstrooien.
In een open bakje vervloeit calciumchloride na enkele dagen. Het zout lost op in het vocht dat aan de lucht wordt onttrokken.